# モモっとトーク
モモっとトークは、2005年11月11日より放送されているウェブラジオ。初代パーソナリティは遊佐浩二。2代目は2007年12月14日より川田紳司。3代目は2010年1月29日より高橋広樹。
2012年9月で他の桃系番組と共に終了。

## 概要

### 遊佐浩二の代
- 毎月第2・4金曜日更新、放送時間は約30～40分。
- 月ごとにゲスト（BLCDに出演した男性声優）を呼び、2回にわけて放送する。

### 川田紳司の代
- 毎月第4金曜更新、放送時間は40分くらい。

### 高橋広樹の代
- 毎月第4金曜更新。番組は1時間超。高橋番組40分前後とゲストトーク前半戦30分前後。（後半戦はCDで）

## タイムテーブル
- 遊佐浩二編
- CM
本放送の前に、MOTTO!ENTERTAINMENTで視聴した場合は吉野裕行と保村真の掛け合いによる約2分のCM、神南スタジオの公式サイトで視聴した場合は神南スタジオ提供の約1分のCMが入る。
- フリートーク
パーソナリティのフリートーク。
- CM（第2金曜日・約5分）
MOTTO!ENTERTAINMENTから発売されたCDの宣伝用の短いドラマが流れる。
- オマケドラマ（第4金曜日）
ゲストから「御題」をもらい、2人でテストなし、リテイクなしのドラマを演じる。内容はギャグ路線。
- ゲストトーク（約25分）
あらかじめ募集しておいた「ゲストに聞きたいこと」「声優業界で知りたいこと」「BLCDで知りたいこと」などの内容のメールをもとにゲストとトークを行う。
- エンディング
パーソナリティがふつおたを紹介する。

- 川田紳司編
- ゲストトーク前半戦（30分前後）・・・後半戦は後日CDに収録されて発売。
- オマケドラマ
ゲストと2人でテストなし、リテイクなしのドラマを演じる。
- エンディング～ふつおたを紹介しながらゲストも交えてトーク。

- 高橋広樹編
- 「高橋番組（仮）」という、高橋ひとり、もしくはスタッフとトークしながらのコーナー。（前の月に思いついた企画をやるらしい。15~45分）
  - ひとり５役のドラマ（リテイクなしの一発録り）に始まり、ノンアルコールビールの飲み比べ、双六作り、通販健康器具のお試し、野球盤やサッカー盤で遊んだり、木炭画に挑戦したりと、毎回およそラジオらしからぬ企画に挑む。特に第２回放送から、高橋の大好きな卵かけご飯専用醤油を作る為に直接醤油メーカーと電話交渉から始め、2011年春、高橋みずからの舌で調合した「玉子かけ御飯専用　玉醤（ぎょくしょう）」が完成。
  - 2011年12月放送分から「高橋番組（仮）」は外ロケ、動画配信形式になった。
- 衣装つく（別枠ミニコーナー）
  - 2010年秋～2011年11月にかけて、半年分の番組予算を費やしあるかないかわからないディナーショーのための衣装を衣装メーカーの協力のもと作成。その過程を毎月ミニコーナーで放送。完成した衣装を着て、醤油を売る旅＝ショーユロードの旅に出ることに・・・。

- ゲストトーク前半戦（30分前後）・・・後半戦は後日CDに収録されて前後編完全版として発売。
- 囁き系webドラマ
  - 「ラブプレゼンター」（2010年1月～6月のゲスト＋高橋出演）《リスナーであるアナタが主人公の物語！ そんなアナタの周りにいる魅力的なキャラクターたちが、溢れる想いを甘くステキな「愛」の言葉で囁きます。（公式より）》
  - 「恋ノ旅人/ラブトラベラー」（2010年7月～11月のゲスト＋高橋出演）
  - 「愛すべき探偵の裏事件簿」（2010年12月～2011年5月のゲスト＋高橋出演）
  - 「ラブメモリー」（2011年6月~11月のゲスト＋高橋出演）

☆2011年12月放送分以降ドラマはなくなる→高橋番組（仮）の動画配信に替わる。
- エンディング～ふつおたを紹介しながらゲストも交えてトーク。
- ゲストからのお知らせ等～

## ゲスト

### 2005年
- 11月（第1回・第2回） 鳥海浩輔
- 12月（第3回・第4回） 千葉進歩

### 2006年
- 1月（第5回・第6回） 宮田幸季
- 2月（第7回・第8回） 平川大輔
- 3月（第9回・第10回） 伊藤健太郎
- 4月（第11回・第12回） 野島裕史
- 5月（第13回・第14回） 下野紘
- 6月（第15回・第16回） 岸尾大輔
- 7月（第17回・第18回） 杉田智和
- 8月（第19回・第20回） 鈴木千尋
- 9月（第21回・第22回） 福山潤
- 10月（第23回・第24回） 浜田賢二
- 11月（第25回・第26回） 成田剣
- 12月（第27回・第28回） 吉野裕行＆保村真

### 2007年
- 1月（第29回・第30回） 真殿光昭
- 2月（第31回・第32回） 谷山紀章
- 3月（第33回・第34回） 鈴木達央
- 4月（第35回・第36回） 小野大輔
- 5月（第37回・第38回） 武内健
- 6月（第39回・第40回） 羽多野渉
- 7月（第41回・第42回） 中村悠一
- 8月（第43回・第44回） 小西克幸
- 9月（第45回・第46回） 柿原徹也
- 10月（第47回・第48回） 檜山修之
- 11月（第49回・第50回） 高橋広樹
- 12月（第51回） 吉野裕行＆保村真（この回よりパーソナリティーは川田）

### 2008年
- 1月（第52回） 藤原啓治
- 2月（第53回） 伊藤健太郎
- 3月（第54回） 神谷浩史
- 4月（第55回） 鳥海浩輔
- 5月（第56回） 野島健児
- 6月（第57回） 鈴木達央
- 7月（第58回） 小西克幸
- 8月（第59回） 関智一
- 9月（第60回） 谷山紀章
- 10月（第61回） 緑川光
- 11月（第62回） 小野大輔
- 12月（第63回） 安元洋貴

### 2009年
- 1月（第64回） 羽多野渉
- 2月（第65回） 野島裕史
- 3月（最終回） 近藤隆

### 2010年
- 1月（1回目）杉山紀彰（この回よりパーソナリティーは高橋）
- 2月（2回目）森川智之
- 3月（3回目）鈴木達央
- 4月（4回目）置鮎龍太郎
- 5月（5回目）鈴村健一
- 6月（6回目） 平川大輔
- 7月（7回目） 阿部敦
- 8月（8回目） 鳥海浩輔
- 9月（9回目）檜山修之
- 10月（10回目）近藤隆
- 11月（11回目）伊藤健太郎
- 12月（12回目）野島健児

### 2011年
- 1月（13回目）鈴木千尋
- 2月（14回目）野島裕史
- 3月（15回目）柿原徹也
- 4月（16回目）三宅健太
- 5月（17回目）石田彰
- 6月（18回目）下野紘
- 7月（19回目）緑川光
- 8月（20回目）楠大典
- 9月（21回目）吉野裕行
- 10月（22回目）岸尾だいすけ
- 11月（23回目）関智一
- 12月（24回目）矢尾一樹

### 2012年
- 1月（25回目）阪口大助
- 2月（26回目）前野智昭
- 3月（27回目）山口勝平
- 4月（28回目）松風雅也
- 5月（29回目）安元洋貴
- 6月（30回目）近藤孝行
- 7月（31回目）井上剛
- 8月（32回目）保村真

## CD
放送されたトークやドラマはCDにまとめて収録される。
- ダイジェストCD

遊佐浩二編
1. モモっとトーク・ドキドキCD（2005年11月・12月放送分）
2. モモっとトーク・ハラハラCD（2006年1月・2月放送分）
3. モモっとトーク・クラクラCD（2006年3月・4月放送分）
4. モモっとトーク・フルフルCD（2006年5月・6月放送分）
5. モモっとトーク・チラチラCD（2006年7月・8月放送分）
6. モモっとトーク・ホコホコCD（2006年9月・10月放送分）
7. モモっとトーク・スレスレCD（2006年11月・12月放送分）
8. モモっとトーク・ギリギリCD（2007年1月・2月放送分）
9. モモっとトーク・ガクガクCD（2007年3月・4月放送分）
10. モモっとトーク・プルプルCD（2007年5月・6月放送分）
11. モモっとトーク・アツアツCD（2007年7月・8月放送分）
12. モモっとトーク・ソワソワCD（2007年9月・10月放送分）
13. モモっとトーク・ミルミルCD（2007年11月放送分）

→ドキドキ～ギリギリCDまでを、2012年8月22日パッケージリニューアルの廉価版で再発売

川田紳司編
1. モモっとトーク・パーフェクトCD1 MOMOTTO TALK CD 吉野裕行＆保村真盤（2007年12月放送分）
2. モモっとトーク・パーフェクトCD2 MOMOTTO TALK CD 藤原啓治盤（2008年1月放送分）
3. モモっとトーク・パーフェクトCD3 MOMOTTO TALK CD 伊藤健太郎盤（2008年2月放送分）
4. モモっとトーク・パーフェクトCD4 MOMOTTO TALK CD 神谷浩史盤（2008年3月放送分）
5. モモっとトーク・パーフェクトCD5 MOMOTTO TALK CD 鳥海浩輔盤（2008年4月放送分）
6. モモっとトーク・パーフェクトCD6 MOMOTTO TALK CD 野島健児盤（2008年5月放送分）
7. モモっとトーク・パーフェクトCD7 MOMOTTO TALK CD 鈴木達央盤（2008年6月放送分）
8. モモっとトーク・パーフェクトCD8 MOMOTTO TALK CD 小西克幸盤（2008年7月放送分）
9. モモっとトーク・パーフェクトCD9 MOMOTTO TALK CD 関智一盤（2008年8月放送分）
10. モモっとトーク・パーフェクトCD10 MOMOTTO TALK CD 谷山紀章盤（2008年9月放送分）
11. モモっとトーク・パーフェクトCD11 MOMOTTO TALK CD 緑川光盤（2008年10月放送分）
12. モモっとトーク・パーフェクトCD12 MOMOTTO TALK CD 小野大輔盤（2008年11月放送分）
13. モモっとトーク・パーフェクトCD13 MOMOTTO TALK CD 安元洋貴盤（2008年12月放送分）
14. モモっとトーク・パーフェクトCD14 MOMOTTO TALK CD 羽多野渉盤（2009年1月放送分）
15. モモっとトーク・パーフェクトCD15 MOMOTTO TALK CD 野島裕史盤（2009年2月放送分）

- スペシャルCD（ゲストとのドラマを収録）

1. モモっとトーク・スペシャルCD1（2005年11月～2006年6月放送分）
2. モモっとトーク・スペシャルCD2（2006年7月～2007年2月放送分）
3. モモっとトーク・スペシャルCD3（2007年3月～2007年11月放送分）
4. モモっとトーク・スペシャルCD4（2007年12月～2008年7月放送分）

高橋広樹編
1. モモっとトーークCD 杉山紀彰盤・杉山紀彰しゃべりすぎ（2010年1月放送分）
2. モモっとトーークCD 森川智之盤・森川智之しゃべりすぎ（2010年2月放送分）
3. モモっとトーークCD 鈴木達央盤・鈴木達央しゃべりすぎ（2010年3月放送分）
4. モモっとトーークCD 置鮎龍太郎盤・置鮎龍太郎しゃべりすぎ（2010年4月放送分）
5. モモっとトーークCD 鈴村健一盤・鈴村健一しゃべりすぎ（2010年5月放送分）
6. モモっとトーークCD 平川大輔盤・平川大輔しゃべりすぎ（2010年6月放送分）
7. モモっとトーークCD 阿部 敦盤・阿部 敦しゃべりすぎ（2010年7月放送分）
8. モモっとトーークCD 鳥海浩輔盤・鳥海浩輔しゃべりすぎ（2010年8月放送分）
9. モモっとトーークCD 檜山修之盤・檜山修之しゃべりすぎ（2010年9月放送分）
10. モモっとトーークCD 近藤 隆盤・近藤 隆しゃべりすぎ（2010年10月放送分）
11. モモっとトーークCD 伊藤健太郎盤・伊藤健太郎しゃべりすぎ（2010年11月放送分）
12. モモっとトーークCD 野島健児盤・野島健児しゃべりすぎ（2010年12月放送分）
13. モモっとトーークCD 鈴木千尋盤・鈴木千尋しゃべりすぎ（2011年1月放送分）
14. モモっとトーークCD 野島裕史盤・野島裕史しゃべりすぎ（2011年2月放送分）
15. モモっとトーークCD 柿原徹也盤・柿原徹也しゃべりすぎ（2011年3月放送分）
16. モモっとトーークCD 三宅健太盤・三宅健太しゃべりすぎ（2011年4月放送分）
17. モモっとトーークCD 石田　彰盤・石田　彰しゃべりすぎ（2011年5月放送分）
18. モモっとトーークCD 下野　紘盤・下野　紘しゃべりすぎ（2011年6月放送分）
19. モモっとトーークCD 緑川　光盤・緑川　光しゃべりすぎ（2011年7月放送分）
20. モモっとトーークCD 楠　大典盤・楠　大典しゃべりすぎ（2011年8月放送分）
21. モモっとトーークCD 吉野裕行盤・吉野裕行しゃべりすぎ（2011年9月放送分）
22. モモっとトーークCD 岸尾だいすけ盤・岸尾だいすけしゃべりすぎ（2011年10月放送分）
23. モモっとトーークCD 関　智一盤・関　智一しゃべりすぎ（2011年11月放送分）
24. モモッとトーークCD 矢尾一樹盤・矢尾一樹しゃべりすぎ（2011年12月放送分）
25. モモッとトーークCD 阪口大助盤・阪口大助しゃべりすぎ（2012年1月放送分）
26. モモッとトーークCD 前野智昭盤・前野智昭しゃべりすぎ（2012年2月放送分）
27. モモッとトーークCD 山口勝平盤・山口勝平しゃべりすぎ（2012年3月放送分）
28. モモッとトーークCD 松風雅也盤・松風雅也しゃべりすぎ（2012年4月放送分）
29. モモッとトーークCD 安元洋貴盤・安元洋貴しゃべりすぎ（2012年5月放送分）
30. モモッとトーークCD 近藤孝行盤・近藤孝行しゃべりすぎ（2012年6月放送分）
31. モモッとトーークCD 井上　剛盤・井上　剛しゃべりすぎ（2012年7月放送分）
32. モモッとトーークCD 保村　真盤・保村　真しゃべりすぎ（2012年8月放送分）

- スペシャルドラマCD

1. 囁き系ドラマCD「ラブプレゼンター」（2010年1月~6月ゲスト＋高橋によるドラマ）
2. 囁き系ドラマCD「ラブトラベラー～恋ノ旅人～」（2010年7月~11月ゲスト＋高橋によるドラマ）
3. 囁き系ドラマCD「愛すべき探偵の裏事件簿]（2010年12月~2011年5月ゲスト＋高橋によるドラマ）

- モモっとトーク・スペシャルCD1新装盤（大爆笑コントCD）:遊佐浩二＋ゲスト（2011年5月25日発売）
  - 鳥海浩輔、千葉進歩、宮田幸季、平川大輔、伊藤健太郎、野島裕史、下野紘、岸尾大輔
- モモっとトーク・スペシャルCD2新装盤（大爆笑コントCD）:遊佐浩二＋ゲスト（2011年5月25日発売）
  - 杉田智和、鈴木千尋、福山潤、浜田賢二、成田剣、吉野裕行、保村真、真殿光昭、谷山紀章
- モモっとトーク・スペシャルCD3新装盤（大爆笑コントCD）:遊佐浩二＋ゲスト（2011年5月25日発売）
  - 鈴木達央、小野大輔、武内健、羽多野渉、中村悠一、小西克幸、柿原徹也、檜山修之、高橋広樹
- モモっとトーク・スペシャルCD4新装盤（大爆笑コントCD）:川田紳司＋ゲスト（2011年5月25日発売）
  - 関智一、谷山紀章、緑川光、小野大輔、安元洋貴、羽多野渉、野島裕史、近藤隆

※（再発売）
- 遊佐浩二の初代モモっとトークCD　鳥海浩輔＆千葉進歩盤（2012年8月22日発売）
- 遊佐浩二の初代モモっとトークCD　宮田幸季＆平川大輔盤（2012年8月22日発売）
- 遊佐浩二の初代モモっとトークCD　伊藤健太郎＆野島裕史盤（2012年9月5日発売）
- 遊佐浩二の初代モモっとトークCD　下野紘＆岸尾大輔盤（2012年9月5日発売）
- 遊佐浩二の初代モモっとトークCD　杉田智和＆鈴木千尋盤（2012年9月5日発売）
- 遊佐浩二の初代モモっとトークCD　福山潤＆浜田賢二盤（2012年9月5日発売）
- 遊佐浩二の初代モモっとトークCD　成田剣＆吉野裕行＆保村真盤（2012年9月26日発売）
- 遊佐浩二の初代モモっとトークCD　真殿光昭＆谷山紀章盤（2012年9月26日発売）
- 遊佐浩二の初代モモっとトークCD　鈴木達央＆小野大輔盤（2012年9月26日発売）
- 遊佐浩二の初代モモっとトークCD　武内健＆羽多野渉盤（2012年9月26日発売）
- 遊佐浩二の初代モモっとトークCD　中村悠一＆小西克幸盤（2012年9月26日発売）
- 遊佐浩二の初代モモっとトークCD　柿原徹也＆檜山修之盤（2012年9月26日発売）
- 遊佐浩二の初代モモっとトークCD　高橋広樹盤（2012年9月26日発売）

## 提供
- MOTTO!ENTERTAINMENT（ムービック第6事業部）
- JINNAN-ST.TV（神南スタジオ）